# 蔡崇达

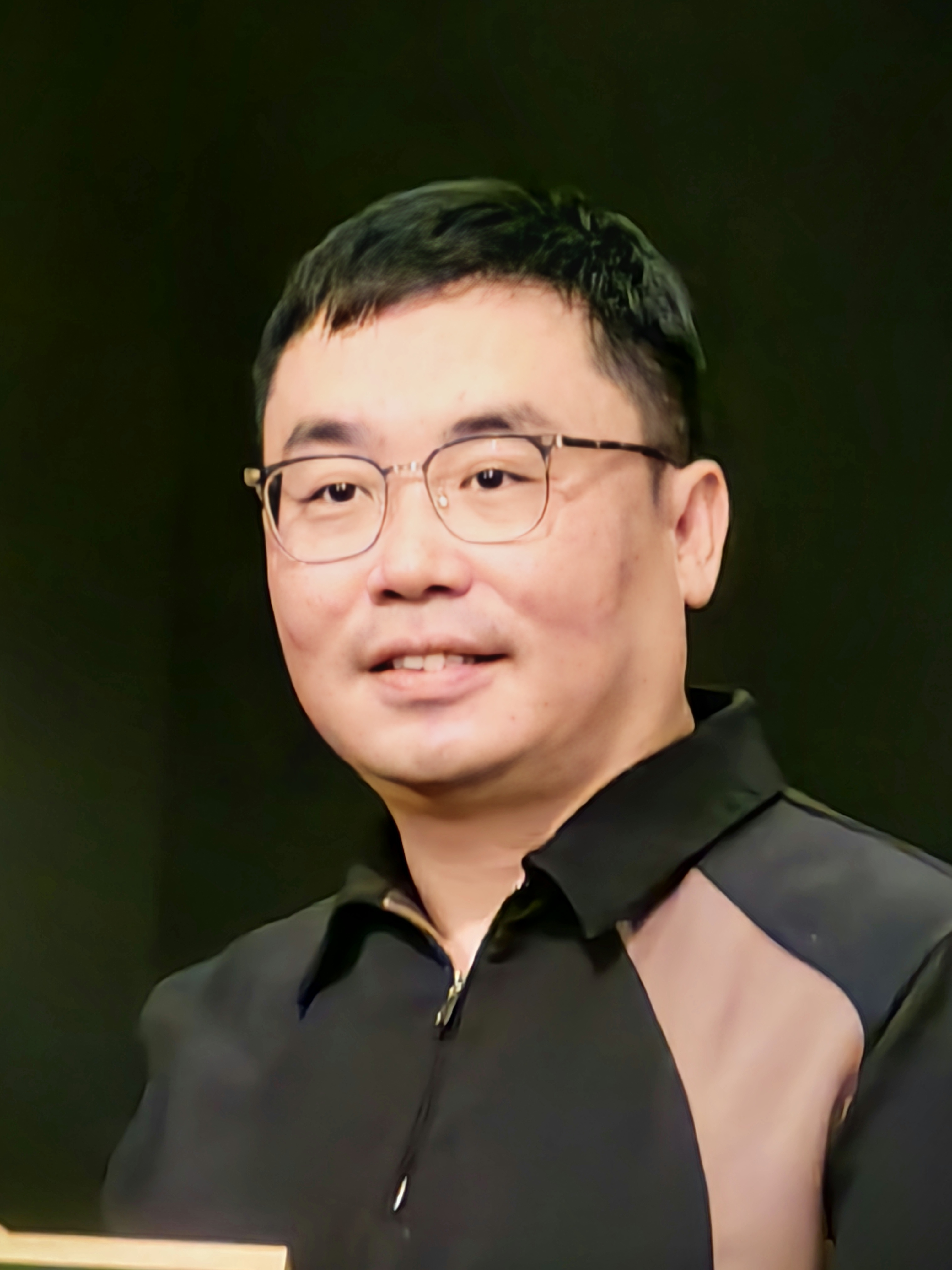
蔡崇达在2024年香港书展

蔡崇达（1982年5月27日-），福建晋江人，中国杂志编辑与作家，曾任职于《新周刊》、《三联生活周刊》、《生活月刊》、《周末画报》，以及《GQ智族》中文版主笔。现任《中国新闻周刊》执行主编。

## 生平
1982年生于晋江东石镇。16岁获得全国创新作文大赛一等奖，17岁出书；18岁进入泉州师院学习，大三时破格被某媒体聘为深度新闻周刊的主编，2004年本科毕业。
除了编辑，他还曾担任CCTV汶川地震专题纪录片策划与撰稿工作，与白岩松合作《岩松看美国》系列节目。其新闻作品曾获《南方周末》年度致敬最佳报道奖和亚洲出版协会特别报道大奖。

## 著作

### 散文集
- 《皮囊》（天津人民出版社，2014）

### 长篇小说
- 《命运》（浙江文艺出版社、广州出版社，2022）[5]